# کوری هاکینز
کوری هاکینز (به انگلیسی: Corey Hawkins) (زاده ۲۲ اکتبر ۱۹۸۸) بازیگر آمریکایی است.
از فیلم‌های معروف او می‌توان به بازی در بدون توقف، کونگ: جزیره جمجمه، شش زیرزمینی، آخرین سفر دمتر و جورج‌تاون اشاره کرد.